# J.M. Langtry
Pour les articles homonymes, voir Langtry (homonymie).
James MacKay Langtry (1894-1971) était un conseiller technique britannique, qui a été secondé par la société de technologie Vickers-Armstrongs, Ltd. au Sociedad Española de Construcción Naval (SECN), dont elle a possédé une cloison. Il est arrivé à Ferrol, Espagne, en 1919, et en tant que footballeur, le premier joueur étranger du club, il a défendu les couleurs du Racing Club de Ferrol,, pendant les années 1920 et les années 1930.